# Плімут (Англія)
Плі́мут (англ. Plymouth) — місто і унітарна автономна одиниця на Девонському узбережжі Англії, приблизно за 310 км від Лондона. Місто розташоване між гирлами річок Плім і Тамар на березі Плімутської затоки.

## Географія
Займає територію 79 км² на півострові Корнуолл, омивається на півдні і заході протокою Ла-Манш, на півночі і сході межує з неметропольним графством Девон.

### Клімат
Місто знаходиться у зоні, котра характеризується морським кліматом. Найтепліший місяць — серпень із середньою температурою 16.7 °C (62.1 °F). Найхолодніший місяць — лютий, із середньою температурою 6.2 °С (43.2 °F).
| Клімат Плімута          | Клімат Плімута | Клімат Плімута | Клімат Плімута | Клімат Плімута | Клімат Плімута | Клімат Плімута | Клімат Плімута | Клімат Плімута | Клімат Плімута | Клімат Плімута | Клімат Плімута | Клімат Плімута | Клімат Плімута |
| Показник                | Січ.           | Лют.           | Бер.           | Квіт.          | Трав.          | Черв.          | Лип.           | Серп.          | Вер.           | Жовт.          | Лист.          | Груд.          | Рік            |
| Абсолютний максимум, °C | 14             | 15             | 18             | 24             | 26             | 29             | 29             | 31             | 26             | 22             | 23             | 15             | 31             |
| Середній максимум, °C   | 8,8            | 8,8            | 10,5           | 12,6           | 15,6           | 18             | 19,9           | 20             | 18,1           | 14,8           | 11,7           | 9,5            | 14             |
| Середня температура, °C | 6,4            | 6,2            | 7,7            | 9,3            | 12,2           | 14,6           | 16,6           | 16,7           | 14,9           | 12,1           | 9,1            | 7              | 11,1           |
| Середній мінімум, °C    | 4              | 3,6            | 4,8            | 5,9            | 8,8            | 11,2           | 13,3           | 13,4           | 11,6           | 9,3            | 6,4            | 4,5            | 8,1            |
| Абсолютний мінімум, °C  | −5             | −7             | −3             | −2             | 1              | 5              | 1              | 7              | 5              | 0              | −3             | −4             | −7             |
| Норма опадів, мм        | 100            | 80             | 70             | 50             | 60             | 50             | 60             | 70             | 70             | 90             | 100            | 110            | 960            |
| Днів з опадами          | 17             | 14             | 14             | 12             | 12             | 12             | 12             | 13             | 12             | 14             | 16             | 15             | 163            |
| Днів з дощем            | 15,1           | 11,6           | 12,4           | 10,9           | 10,4           | 8,5            | 9,4            | 10,1           | 9,9            | 14,4           | 15             | 14,5           | 142,1          |
| Днів зі снігом          | 1              | 1              | 1              | 0              | 0              | 0              | 0              | 0              | 0              | 0              | 0              | 1              | 4              |
| Вологість повітря, %    | 85             | 84             | 83             | 80             | 80             | 81             | 83             | 83             | 84             | 85             | 86             | 85             | 83             |
| ----------------------- | -------------- | -------------- | -------------- | -------------- | -------------- | -------------- | -------------- | -------------- | -------------- | -------------- | -------------- | -------------- | -------------- |
| Джерело: Weatherbase    |                |                |                |                |                |                |                |                |                |                |                |                |                |

## Відомі особистості
В поселенні народився:
- Бен Сондерс (1977) — британський полярний дослідник.
- Боб Чілкотт (1955) — британський хоровий композитор, диригент та співак.